# Moussa Gholam
Moussa Gholam est un boxeur marocain né le 10 juin 1995 à Larache. Il a remporté en 2019 la ceinture inter continentale WBO des poids super-légers et figurait en 2023 à la 12e place mondiale pour cette fédération.

## Biographie
Il a grandi dans les quartiers populaires de Larache au Maroc avant que ses parents décident d’émigrer en Espagne au début des années 2000.

## Carrière
Le premier combat professionnel de Moussa Gholam était en 2016. Il avait à l’époque 20 ans. Il restera invaincu pendant plus de 6 ans en enchaînant 19 victoires consécutives. Durant cette période d’invincibilité, il remportera la ceinture de champion inter continental de la WBO ainsi que la ceinture de champion silver jeune de la WBC.

## Palmarès
- Champion inter continental de la WBO en 2019
- Champion silver jeune de la WBC en 2019